# Meslay-le-Grenet
Meslay-le-Grenet è un comune francese di 318 abitanti situato nel dipartimento dell'Eure-et-Loir nella regione del Centro-Valle della Loira.

## Società

### Evoluzione demografica
Abitanti censiti